# ちぼり
ちぼりホールディングスは、贈答用アソートクッキー「赤い帽子」などを中心に製造・販売を行っている焼菓子メーカーである。
2017年に神奈川県湯河原町に位置する本社のリニューアルと同時に、工場見学やクッキーづくりを体験できる商業施設「ちぼり湯河原スイーツファクトリー」を新たに併設。

## 社名・ロゴマーク
ちぼりの社名・ロゴマーク「しあわせの泉」は、創業者 樋口泉が訪欧中に立ち寄った、イタリア・チボリの泉（ローマ近郊）にて、湧き出づる まばゆい泉に自身の名、そして湯河原の名泉を重ね、模したもの。

## 沿革
- 1946年 昭和21年 - 和泉製菓株式会社を設立。飴菓子の生産を開始。
- 1949年 昭和24年 - 山梨県甲府市に2,500坪の工場稼働。
- 1952年 昭和27年 - 神奈川県茅ヶ崎市に5,000坪の第二工場稼働
- 1963年 昭和38年 - 東証・名証2部上場。
- 1967年 昭和42年 - 現在のクラシエホールディングスである鐘紡株式会社と業務提携。
- 1968年 昭和43年
  - 神奈川県湯河原町のおみやげ菓子製造・卸の株式会社梅屋の営業権を取得。
  - 株式会社ちぼりに商号変更。
  - 鐘紡との合併方針に対し、残留を希望する社員ら、池袋本社および各拠点から株式会社ちぼりへ移籍し、製菓事業を継続。
- 1980年 昭和55年 - 株式会社エル・マドロンを設立。全国洋菓子店卸事業開始。
- 1982年 昭和57年
  - 株式会社ちぼりインターナショナルを設立し、海外事業を開始。
  - 株式会社ちをりを設立し、全国和菓子店への卸事業を開始。
- 1983年 昭和58年 - 株式会社カリン・ブルーメ設立　GMSでの銘店事業を開始
- 1984年 昭和59年 - ちぼり韮崎工場（株式会社ちぼりコンフェクショナリー　韮崎工場）稼働。
- 1985年 昭和60年 - 株式会社赤い帽子を設立し、洋菓子ブランドの流通事業を開始。
- 1986年 昭和61年 - ちぼり甲府工場（株式会社ちぼりコンフェクショナリー　甲府工場）稼働。
- 1987年 昭和62年
  - 株式会社ちぼりスイーツプランニングを設立し、提携生産事業を開始。
  - 株式会社菓房　赤い実（現・ちぼりスイーツファクトリー）を設立。ちぼりグループのアンテナショップ事業を開始。
- 1991年 平成3年 - 株式会社ちぼりチボンを設立し、和菓子ブランドの流通事業を開始。
- 1994年 平成6年
  - 台湾法人として莉芙菜有限会社を設立。
  - 株式会社ボンデリッシュを設立し、CVS事業を開始。
  - ちぼりスイーツパック&サプライ 甲府南工場稼働（株式会社ちぼりスイーツパック＆サプライを設立）。
- 2005年 平成17年 - ベルギーのチョコレートメーカー・フレデリック・ブロンディール社と業務提携[3]、ちぼりスイーツパック&サプライ 海老名工場稼働（株式会社ちぼりスイーツパック＆サプライ）。
- 2009年 平成21年 - ちぼり上海駐在所設立
- 2017年 平成29年 - ちぼりグループ新社屋竣工。社屋1階・2階に「ちぼりスイーツファクトリー」をオープン。
- 2018年 平成30年 - 樋口太泉が代表取締役社長兼CEOに就任。
- 2019年 令和元年 - 株式会社ちぼりホールディングスに商号変更。アメリカ現地法人 TIVOLI Sweets America Inc. を設立[4]。
- 2021年 令和3年 - 株式会社ちぼりスイーツパック＆サプライ 「山梨中央ギフトセンター」開所[5]。
- 2024年 令和6年 - 山梨県初出店となる「ちぼりスイーツファクトリー 山梨本店」を南アルプス市にオープン[6]。

## 製造工場
- 湯河原本社工場 - 神奈川県湯河原町 - 株式会社 ちぼりコンフェクショナリー 湯河原工場[7]
- 韮崎工場 - 山梨県韮崎市 - 株式会社 ちぼりコンフェクショナリー 韮崎工場[8]
- 甲府工場 - 甲府市下曽根町 - 株式会社 ちぼりコンフェクショナリー 甲府工場[9]

## 包装工場

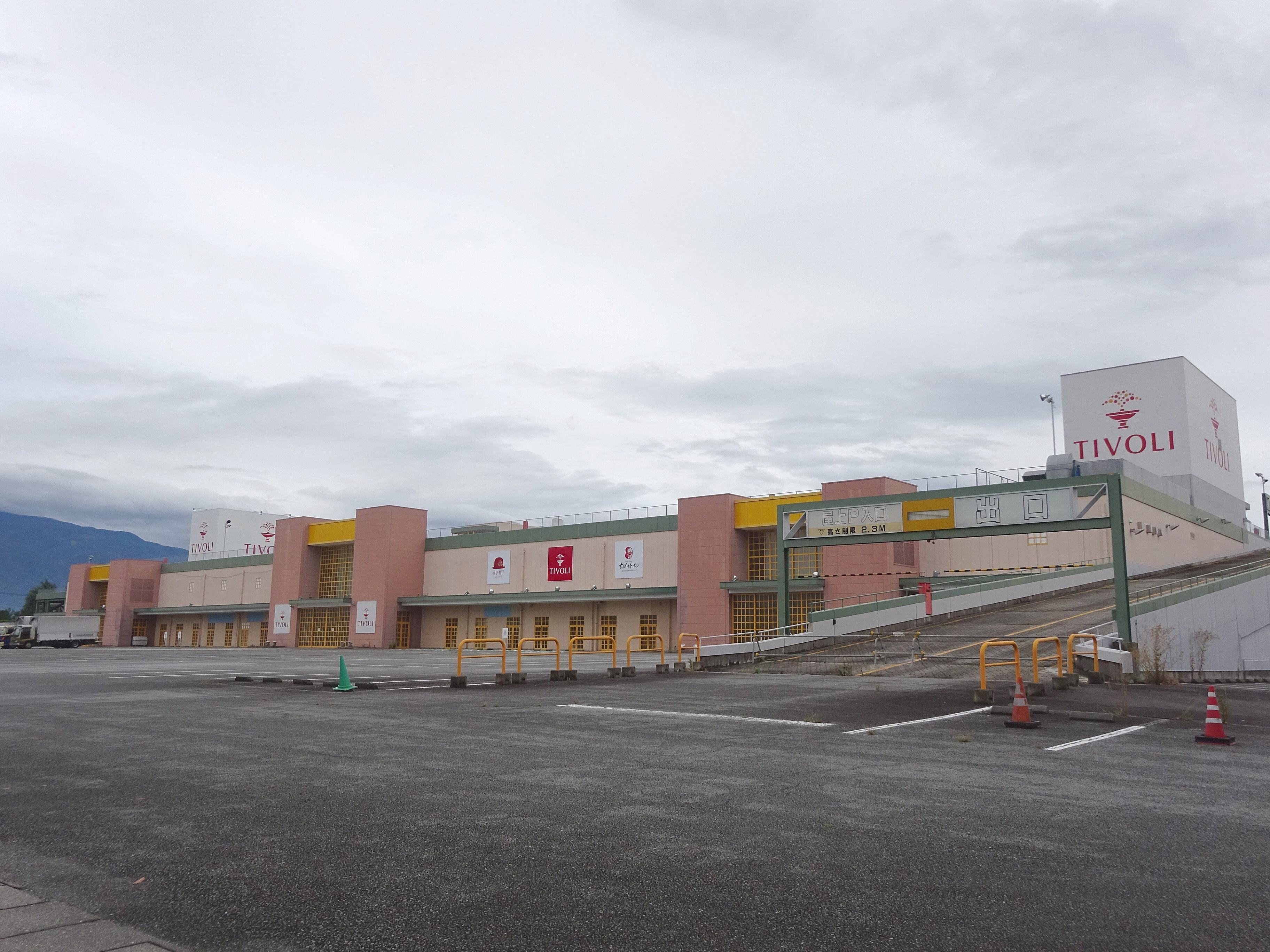
旧アピタ田富店を改装した
山梨中央ギフトセンター

- 山梨中央ギフトセンター（山梨県中央市）- 株式会社 ちぼりスイーツパック&サプライ

## 販売会社
- 株式会社赤い帽子[10] - 神奈川県湯河原町
- 株式会社カリン・ブルーメ - 神奈川県湯河原町
- 株式会社ちぼりチボン - 甲府市下曽根町
- 株式会社エル・マドロン - 神奈川県湯河原町
- 株式会社ちぼりスイーツプランニング - 神奈川県湯河原町 - 菓子のOEM - 企画・生産・販売
- 株式会社ちぼりスイーツファクトリー - 神奈川県湯河原町
- 株式会社ちぼりインターナショナル - 神奈川県湯河原町

## 主な商品
- 赤い帽子「赤い帽子 レッド」- モンドセレクション最高金賞10年連続受賞[11]
- ちをり「月の精 3号」- モンドセレクション最高金賞5年連続受賞